# Alexander Wieczerzak
Alexander Wieczerzak (* 22. März 1991 in Frankfurt am Main) ist ein deutscher Judoka. Seine bisher größten Erfolge sind der Gewinn der Goldmedaille bei den Weltmeisterschaften in Budapest 2017, die Bronzemedaillen bei den Weltmeisterschaften in Baku 2018 und den Europameisterschaften in Baku 2015, sowie der Gewinn der Goldmedaille bei den Juniorenweltmeisterschaften in Agadir 2010. Seit 2012 trainiert er am Olympiastützpunkt in Köln.

## Sportlicher Werdegang

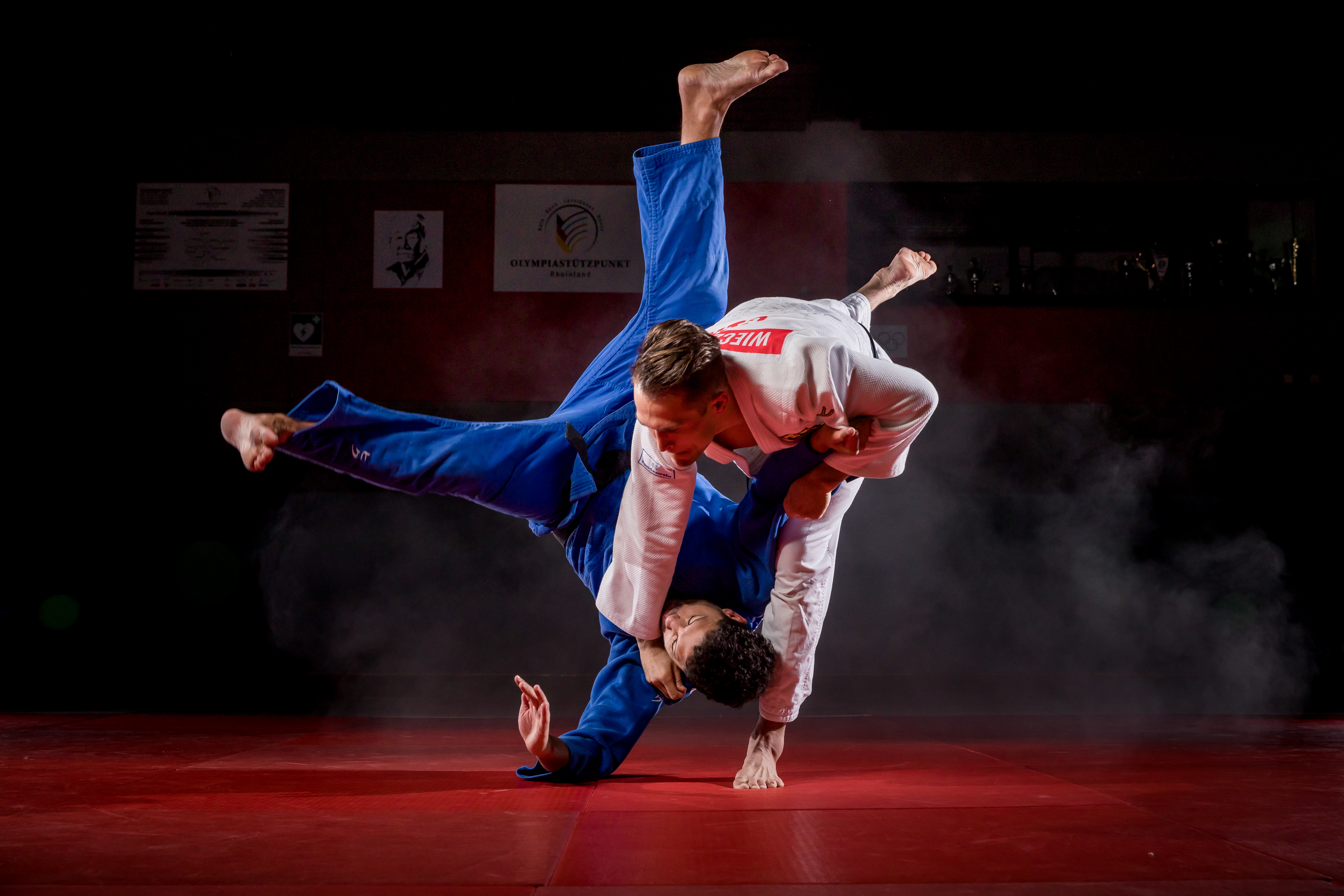
Wieczerzak (weißer Anzug) mit Benoit Helten (2019)

Bereits mit sieben Jahren begann Alexander Wieczerzak die Kampfsportart Judo zu erlernen. Nachdem sich die Sportart für ihn als interessant erwies, trainierte der junge Athlet ab dem Jahr 2001 in dem Verein Frankfurter TV 1860 unter dem Betreuer Lutz Befuß. Nach sechs Jahren wechselte er in den Judo Club Rüsselsheim. Der Heimtrainer Andreas Esper führte den Sportler erfolgreich in die Bundesliga. Nach mehrfachen Erfolgen auf Ranglisten-Turnieren wurde Wieczerzak in der Gewichtsklasse bis 66 kg unter der Betreuung von Landestrainer Patrick Kuptz Deutscher Meister. Nach weiteren erfolgreichen nationalen und internationalen Turnieren, berief ihn der DJB-Nachwuchstrainer Detlef Ultsch in die deutsche Nationalauswahl, mit der er 2007 an seiner ersten Europameisterschaft (Jugend) in Malta teilnahm. Hier schied er bereits nach dem ersten Kampf aus.
Im Dezember 2009 wechselte Wieczerzak zum Judo Club Wiesbaden 1922, wo er wieder mit seinem Trainer Patrick Kuptz zusammenarbeitete. Auch dort etablierte er sich als Punktegarant im Bundesligateam. Die JCW-Trainer Patrick Nebhuth und Philipp Eckelmann gehörten zu seinen großen Stützen. Nach einer langwierigen verletzungsbedingten Pause fand er bei den Deutschen Meisterschaften 2010 den Anschluss und wurde Deutscher Meister bis 73 kg in der Altersklasse U20.
Nach vielen Turnieren und Wettkämpfen unter anderem in Italien, Portugal, Usbekistan und Korea, qualifizierte sich Wieczerzak durch internationale Siege für die Weltmeisterschaft. Hier gingen 597 Athleten aus 78 Nationen auf die Matte, in seiner Gewichtsklasse bis 73 kg waren es 47 Starter aus 43 Nationen. Im Vorrundenkampf musste Wieczerzak gleich im ersten Kampf gegen den Georgier Lasha Zurabiani antreten, Bronzemedaillengewinner der letzten Weltmeisterschaft. Darauf folgten weitere Kämpfe mit dem Ukrainer Kanivets Dmytro, dem Amerikaner Porras Andrew, dem Kasachen Makhambetov Arman, dem Afrikameister aus Tunesien Barhoumi Hamza und letztendlich mit seinem Team-Kollegen Hannes Conrad aus Leipzig. Durch eine Leistungssteigerung von Kampf zu Kampf gewann er schließlich als Höhepunkt seiner bisherigen Karriere in der Altersklasse U20 die Goldmedaille der WM.
Wieczerzaks Trainingsstandort war seit 2005 das Heinrich-Heine-Gymnasium in Kaiserslautern, eine Eliteschule des Sports. Er wurde dort durch die beiden Trainer und Koordinatoren des HHGs Stephan Hahn und Uli Scherbaum betreut. Ab 2007 übernahm der erfahrene brasilianische Trainer Sergio Oliveira die sportliche Planung am Gymnasium.
Nach seinem Abitur 2012 zog Alexander Wieczerzak nach Köln um, wo er bis 2016 unter Bundestrainer Detlef Ultsch am Olympiastützpunkt trainierte. Die Zusammenarbeit mit seinem Heimtrainer Sergio Oliveira dauert an. Für die Olympischen Spiele 2016 in Rio de Janeiro verpasste Alexander Wiecerzak die Nominierung durch den Deutschen Judobund knapp. Diverse Verletzungen (Rippenbruch, Ellenbogen-Operation) hatten die Vorbereitung beeinträchtigt. Nach einem fünften Platz beim Grand Prix in Havanna war er zudem an Denguefieber erkrankt und fiel für einige wichtige Turniere aus.

### Nationalmannschaft der Männer
Seit dem Jahr 2012 ist Wieczerzak Mitglied der Nationalmannschaft der Männer. Dort konnte er sich schnell etablieren und belegte einen starken 5. Platz bei den Europameisterschaften im Jahr 2012. Er kämpft seitdem in der Gewichtsklasse bis 81 kg. Im Jahr 2013 belegte er den dritten Platz bei den Weltmeisterschaften in Rio de Janeiro mit der Mannschaft.
2014 startete er mit einem dritten Platz beim Heim-Grandprix in Düsseldorf. Es folgte die Silbermedaille beim Grand Prix in Samsun und am Ende des Jahres als Höhepunkt der Bronzerang beim Kano-Cup und Grand Slam in Tokio. Das Jahr 2015 begann Wieczerzak erfolgreich mit dem Gewinn der Goldmedaille bei den Deutschen Meisterschaften. Im Finale verletzte er sich und musste zwei Monate pausieren. Anschließend gewann er Bronze bei den Europameisterschaften und Europaspielen in Baku. Es folgte Bronze beim Grand Slam in Tjumen.
Im Jahr 2017 errang Wieczerzak bei den Weltmeisterschaften in Budapest die Goldmedaille in der Gewichtsklasse bis 81 kg. Er ist der erste deutsche Weltmeister seit Florian Wanner im Jahr 2003. 2018 erkämpfte er bei den Weltmeisterschaften in Baku die Bronzemedaille, wobei er im Kampf um Bronze seinen Landsmann Dominic Ressel bezwang.

### Bundesliga
- 2007–2008: Judo Club Rüsselsheim
- 2009–2012: Judo Club Wiesbaden 1922
- 2013–2015: TSV München Großhadern
- 2016–2018: Hamburger Judo-Team
- 2019–2021: KSV Esslingen
- ab 2022: RTV Remscheid

## Erfolge
2018
- 3. Platz: Weltmeisterschaft in Baku, Aserbaidschan
- 1. Platz: Deutsche Mannschaftsmeisterschaft mit dem Hamburger Judo-Team

2017
- 1. Platz: Weltmeisterschaft in Budapest, Ungarn
- 1. Platz: European Cup in Celje, Slowenien
- 1. Platz: Deutsche Mannschaftsmeisterschaft mit dem Hamburger Judo-Team

2016
- 5. Platz: Grand Prix in Havanna, Kuba
- 1. Platz: Deutsche Mannschaftsmeisterschaft mit dem Hamburger Judo-Team

2015
- Deutscher-Meister mit der Bundesliga-Mannschaft des TSV München Großhadern
- 3. Platz: Grand Slam in Tjumen, Russland
- 3. Platz: Europameisterschaft & European Games in Baku, Aserbaidschan
- 5. Platz: Grand Prix in Budapest, Ungarn
- 5. Platz: Grand Slam in Baku, Aserbaidschan
- 1. Platz: Deutsche Meisterschaft in Bonn

2014
- 3. Platz: Grand Slam und Kano-Cup in Tokio, Japan
- 5. Platz: Grand Prix in Ulaanbaatar, Mongolei
- 2. Platz: Grand Prix in Samsun, Türkei
- 3. Platz: Grand Prix in Düsseldorf
- 2. Platz: Deutsche Meisterschaft in Ettlingen

2013
- 5. Platz: Grand Prix in Qingdao, China
- 3. Platz: Weltmeisterschaft mit der Mannschaft, Rio de Janeiro, Brasilien

2012
- 1. Platz EJU European Cup in Borås, Schweden
- 5. Platz Europameisterschaften
- 5. Platz IJF Grand-Prix, Düsseldorf

2011
- 2. Platz Deutsche Meisterschaft, Ettlingen, 23. Januar 2011

2009
- 3. Platz Deutsche Meisterschaft, Wuppertal, 18. Oktober 2009

### Titel bei den Junioren
- 1. Platz Weltmeisterschaft U20, Agadir, 22. Oktober 2010
- 1. Platz EJU European Cup Top Junior U20, Berlin, 14. August 2010
- 1. Platz EJU European Cup Junior U20, Coimbra, 27. März 2010
- 1. Platz International Masters Bremen U20, 21. März 2010
- 1. Platz Deutsche Meisterschaft U20, Herne, 6. März 2010
- 1. Platz Wolfgang Welz Mannheim U19, 8. November 2008
- 1. Platz International German Open U17 IDEM, Berlin, 13. Mai 2007
- 2. Platz International Masters Bremen U17, 24. Mai 2007
- 1. Platz Deutsche Meisterschaft U17, Rüsselsheim, 3. März 2007
- 2. Platz Mario Kwiat Tournament Datteln U16, 18. November 2006
- 1. Platz Warsaw Open U17, Warschau, 24. September 2006
- 3. Platz German Cadet Championships U17, Neuhof, 19. Februar 2006

## Öffentliche Auftritte / Ehrungen
Im Zeitraum nach der Weltmeisterschaft 2010 (siehe Erfolge) wurde Alexander Wieczerzak auf den folgenden Veranstaltungen geehrt:
- Sportpresseball im November 2012 in Frankfurt: Preis der Nachwuchssportelite
- Red Bull Event im November 2011 in Salzburg/Wien: Ehrung der erfolgreichsten Nachwuchsathleten
- Fest der Begegnung im Oktober 2011 in Dresden: Wahl unter die besten 10 Juniorsportler des Jahres
- Stiftungsabend der Hessischen Landesbank (HELABA) im Dezember 2010 in Frankfurt am Main: Ehrung der Stiftung Sporthilfe Hessen
- Weihnachtsbrunch der Wiesbadener Sportförderung (WISPO) im Dezember 2010 in Wiesbaden: Ehrung für die Goldmedaille auf der Weltmeisterschaft